# Пъстрата лента
„Пъстрата лента“ (на английски: The Adventure of the Speckled Band) е разказ на писателя Артър Конан Дойл за известния детектив Шерлок Холмс. За първи път е публикуван в списание „Странд“ (The Strand Magazine) през февруари 1892, с илюстрации от Сидни Паджет. Включен е в книгата „Приключенията на Шерлок Холмс“, публикувана през 1892 година. Публикуван е и под заглавие „The Spotted Band“ в New York World през август 1905 г. Дойл споделя, че смята разказа за най-добрата си история за Шерлок Холмс.

## Сюжет
Внимание:  Текстът по-долу разкрива сюжета на произведението (или части от него)!
Към Шерлок Холмс с молба за помощ се обръща госпожица Елън Стоунър. Преди няколко години, трагично е убита нейната сестра близначка Джулия и сега тя мисли, че също е в опасност. Нейната майка е била омъжена повторно за доктор Ройлот, много груб и жесток човек, живял дълго в Индия. След смъртта ѝ наследството е разделено на три части: една част на Ройлот, другите две – на Елън и сестра ѝ. Част от своето наследство сестрите ще получат само след като се омъжат.
Джулия се запознава с бивш военен и двамата решават да се оженят. Две седмици преди сватбата, Джулия споделя с Елън, че е започнала да чува през нощта тънко свиркане. Елън допуска, че може да идва от циганите, на които Ройлот позволява да разпъват катуна си в неговата земя. Същата нощ става ужасно събитие. Посред нощ Джулия започна да крещи и вика за помощ, а когато Елън се втурва в стаята ѝ, сестра ѝ, с изкривено от страх лице и вик: „Това беше лента. Пъстра лента!“ умира в ръцете ѝ. Полицията предполага, че девойката е починала от някакъв нервен шок.
Две години по-късно Елън също се готви да се омъжи. Изведнъж пастрокът ѝ започва да ремонтира нейната стая, при което се налага девойката да се премести в помещението, където сестра ѝ е починала. Елън също започва да чува нощем тънко свиркане. Обзета от ужас, тя моли Холмс да я спаси. Холмс ѝ обещава да разследва случая и приканва девойката да се върне у дома си спешно, а той ще дойде, за да разгледа местопроизшествието. След като девойката напуска къщата на Бейкър Стрийт, там връхлита пастрокът на госпожица Стоунър, доктор Ройлот. Той започва грубо да заплашва Холмс, забранявайки му разследва каквото и да е.
Холмс, съпроводен от Уотсън, пристига в имението Сток-Морен в отсъствието на Ройлот. След като разглежда стаята на девойката в съседство с тази на пастрока, Холмс осъзнава, че се подготвя хладнокръвно убийство. Поради това, той предлага на Уотсън да прекарат нощта в стаята на госпожица Стоунър, за да я спасят от смърт. Те дълго седят в стаята, в пълна тъмнина и изведнъж чуват тихо съскане. Холмс запалва клечка кибрит и започва яростно да удря с бастуна си в горния десен ъгъл на стаята, където виси въжето за сигналната камбанка. По-рано е установил, че камбанката не работи, но шнурът се намира непосредствено до вентилационен отвор, свързан със стаята на Ройлот. След известно време в съседната стая се разнася ужасен писък. Холмс и Уотсън се втурват в стаята на Ройлот и намират там мъртвия доктор, по когото пълзи шарена отровна змия, подобна на „пъстра лента“.
След като е изслушал историята на Елън и е огледал жилището, Холмс е разбрал, че докторът, който не е искал да загуби частта от наследството на сестрите, е пускал през вентилационния отвор отровна змия, донесена от Индия и после я е викал с тихо свиркане. Така той е успял да погуби едната сестра и почти е успял да убие и втората.

## Екранизации
- 1912 – „Пъстрата лента“ (Франция/Великобритания) с участието на Джордж Тревил като Холмс и мистър Мойс като Уотсън [2]
- 1923 – „Пъстрата лента“ (UK) с участието на Ейли Норууд като Холмс и Хюбърт Уилис като Уотсън
- 1931 – „Пъстрата лента“ (UK) с участието на Реймънд Меси като Холмс и Атол Стюърт като Уотсън
- 1949 – „Приключението на пъстрата лента“ (САЩ) с участието на Алън Нейпиър като Холмс и Мелвил Купър като Уотсън
- 1964 – „Пъстрата лента“ (UK) с участието на Дъглас Уилмър като Холмс и Найджъл Сток като Уотсън
- 1967 – „Пъстрата лента“ (Германия) с участието на Ерих Щелов като Холмс и Пол Едвин Рот като Уотсън
- 1979 – „Шерлок Холмс и д-р Уотсън. Познанство“ (СССР) с участието на Василий Ливанов като Холмс и Виталий Соломин като Уотсън
- 1984 – „Пъстрата лента“ (UK) с участието на Джеръми Брет като Холмс и Дейвид Бърк като Уотсън